# Résolution 397 du Conseil de sécurité des Nations unies
Membres permanents
- Chine
- États-Unis
- France
- Royaume-Uni
- URSS

Membres non permanents
- Bénin
- Guyana
- Italie
- Japon
- Libye
- Pakistan
- Panama
- Roumanie
- Suède
- Tanzanie

Résolution no 396 Résolution no 398
La résolution 397 est une résolution du Conseil de sécurité de l'ONU votée le 22 novembre 1976 concernant l'Angola et qui recommande à l'Assemblée générale des Nations unies d'admettre ce pays comme nouveau membre.
Les États-Unis se sont abstenus et la Chine n'a pas participé au vote.

## Contexte historique
L’histoire de l’Angola débute avec les peuples de langues khoïsan avant de se poursuivre avec l’immigration et l'occupation du futur territoire angolais par les peuples de langue bantoue après 1000.
Ancienne colonie portugaise, c’est le deuxième pays lusophone par son étendue et le troisième par sa population. L’État angolais est né en 1975. Les frontières actuelles résultent de la colonisation européenne. La plupart de la population a entretemps développé une identité sociale nationale, mais les ethnies africaines ont en même temps maintenu leurs identités sociales spécifiques. (Issu de l'article Histoire de l'Angola).
À la suite de cette résolution ce pays est admis à l'ONU le 1 décembre 1976,.

## Texte
- Résolution 397 Sur fr.wikisource.org
- Résolution 397 Sur en.wikisource.org